# Alejandro García (calciatore 2000)
Alejandro Marcelo García Bauter (Montevideo, 2 novembre 2000) è un calciatore uruguaiano, centrocampista del Progreso.

## Carriera
García è cresciuto nel settore giovanile del Progreso, dove ha debuttato il 2 aprile 2022 nell'incontro di Segunda División vinto 2-1 contro il Villa Española. Il 21 settembre seguente ha segnato il suo primo gol nel successo per 3-0 sul Rentistas in Copa Uruguay.

## Statistiche

### Presenze e reti nei club
Statistiche aggiornate al 30 aprile 2024.
| Stagione        | Squadra         | Campionato      | Campionato | Campionato | Coppe nazionali | Coppe nazionali | Coppe nazionali | Coppe continentali | Coppe continentali | Coppe continentali | Altre coppe | Altre coppe | Altre coppe | Totale | Totale | Totale |
| Stagione        | Squadra         | Comp            | Pres       | Reti       | Comp            | Pres            | Reti            | Comp               | Pres               | Reti               | Comp        | Pres        | Reti        | Pres   | Reti   |        |
| --------------- | --------------- | --------------- | ---------- | ---------- | --------------- | --------------- | --------------- | ------------------ | ------------------ | ------------------ | ----------- | ----------- | ----------- | ------ | ------ | ------ |
| 2022            | Progreso        | PD              | 10         | 0          | CU              | 5               | 1               |                    | -                  | -                  |             | -           | -           | 15     | 1      |        |
| 2023            | Progreso        | SD              | 22         | 0          | CU              | 1               | 0               |                    | -                  | -                  |             | -           | -           | 23     | 0      |        |
| 2024            | Progreso        | PD              | 10         | 0          | CU              | 0               | 0               |                    | -                  | -                  |             | -           | -           | 10     | 0      |        |
| Totale carriera | Totale carriera | Totale carriera | 32         | 0          |                 | 6               | 1               |                    | -                  | -                  |             | -           | -           | 38     | 1      |        |